# Heliosperma alpestre
Heliosperma alpestre, syn.Silene alpestris, Heliosperma arcanum — вид квіткових рослин родини гвоздикових (Caryophyllaceae).

## Поширення
Італія, Австрія, Словенія, Хорватія, Україна.
В Україні вид росте в ущелинах вапнякових скель — у 3. Лісостепу, рідко (Тернопільська обл., ок. с. Заліщики, над Дністром).